# Сан-Хосе-де-Грасия
Сан-Хосе-де-Грасия (исп. San José de Gracia) — небольшой город и административный центр одноимённого муниципалитета в мексиканском штате Агуаскальентес. Численность населения, по данным переписи 2010 года, составила 4 927 человек.